# 塔拉霍马
塔拉霍瑪（Tullahoma）又译图拉霍瑪是美国田纳西州南部科菲县和富蘭克林縣的一个城市。面积61平方公里，2010年人口18,655，是该田纳西州第二大居住区。
1. ↑  Bureau, U.S. Census. . factfinder.census.gov.   [2018-04-14]. （原始内容存档于2017-09-14） （英语）.